# Eolagurus przewalskii
Eolagurus przewalskii é uma espécie de roedor da família Cricetidae.
Pode ser encontrada nos seguintes países: China e Mongólia.